# Meridià 118 a l'est
El meridià 118 a l'est de Greenwich és una línia de longitud que s'estén des del pol Nord travessant l'oceà Àrtic, Àsia, l'oceà Índic, l'oceà Antàrtic, Austràlia i l'Antàrtida fins al pol Sud.
El meridià 118 a l'est forma un cercle màxim amb el meridià 62 a l'oest. Com tots els altres meridians, la seva longitud correspon a una semicircumferència terrestre, uns 20.003,932 km. Al nivell de l'Equador, és a una distància del meridià de Greenwich de 13.136 km.

## De Pol a Pol
Començant en el pol Nord i dirigint-se cap al pol Sud, aquest meridià travessa:
| Coordenades                               | País, territori o mar        | Notes |
| ----------------------------------------- | ---------------------------- | --- |
| 90° 0′ N, 118° 0′ E / 90.000°N,118.000°E  | Oceà Àrtic                   | |
| 78° 36′ N, 118° 0′ E / 78.600°N,118.000°E | Mar de Làptev                | |
| 73° 35′ N, 118° 0′ E / 73.583°N,118.000°E | Rússia                       | Sakhà óblast d'Irkutsk — des de 59° 34′ N, 118° 0′ E / 59.567°N,118.000°E Krai de Zabaikàlie — des de 58° 25′ N, 118° 0′ E / 58.417°N,118.000°E |
| 49° 36′ N, 118° 0′ E / 49.600°N,118.000°E | República Popular de la Xina | Mongòlia Interior |
| 48° 2′ N, 118° 0′ E / 48.033°N,118.000°E  | Mongòlia                     | |
| 46° 21′ N, 118° 0′ E / 46.350°N,118.000°E | República Popular de la Xina | Mongòlia Interior Hebei – per uns 17 km des de 42° 25′ N, 118° 0′ E / 42.417°N,118.000°E Mongòlia Interior – per uns 4 km des de 42° 16′ N, 118° 0′ E / 42.267°N,118.000°E Hebei – des de 42° 13′ N, 118° 0′ E / 42.217°N,118.000°E Tianjin – des de 39° 21′ N, 118° 0′ E / 39.350°N,118.000°E |
| 39° 13′ N, 118° 0′ E / 39.217°N,118.000°E | Mar de Bohai                 | |
| 38° 11′ N, 118° 0′ E / 38.183°N,118.000°E | República Popular de la Xina | Shandong Jiangsu – des de 34° 38′ N, 118° 0′ E / 34.633°N,118.000°E Anhui – des de 33° 45′ N, 118° 0′ E / 33.750°N,118.000°E Jiangsu – des de 33° 22′ N, 118° 0′ E / 33.367°N,118.000°E Anhui – des de 33° 12′ N, 118° 0′ E / 33.200°N,118.000°E Jiangxi – des de 29° 31′ N, 118° 0′ E / 29.517°N,118.000°E Fujian – des de 27° 59′ N, 118° 0′ E / 27.983°N,118.000°E, passing just west of Xiamen (at 24° 27′ N, 118° 4′ E / 24.450°N,118.067°E) |
| 24° 11′ N, 118° 0′ E / 24.183°N,118.000°E | Mar de la Xina Meridional    | Passa a l'est del disputat escull Scarborough (a 15° 7′ N, 117° 51′ E / 15.117°N,117.850°E) |
| 9° 14′ N, 118° 0′ E / 9.233°N,118.000°E   | Filipines                    | Illa de Palawan |
| 8° 53′ N, 118° 0′ E / 8.883°N,118.000°E   | Mar de Sulu                  | |
| 6° 3′ N, 118° 0′ E / 6.050°N,118.000°E    | Malàisia                     | Sabah – Illa de Borneo |
| 4° 13′ N, 118° 0′ E / 4.217°N,118.000°E   | Mar de Cèlebes               | |
| 2° 24′ N, 118° 0′ E / 2.400°N,118.000°E   | Indonèsia                    | Illa de Borneo |
| 2° 12′ N, 118° 0′ E / 2.200°N,118.000°E   | Mar de Cèlebes               | |
| 1° 47′ N, 118° 0′ E / 1.783°N,118.000°E   | Indonèsia                    | Illa de Borneo |
| 0° 47′ N, 118° 0′ E / 0.783°N,118.000°E   | Estret de Macassar           | |
| 4° 57′ S, 118° 0′ E / 4.950°S,118.000°E   | Mar de Java                  | Passa per nombroses petites illes d' Indonèsia |
| 6° 59′ S, 118° 0′ E / 6.983°S,118.000°E   | Mar de Flores                | Passa per nombroses petites illes d' Indonèsia |
| 8° 6′ S, 118° 0′ E / 8.100°S,118.000°E    | Indonèsia                    | illa de Sumbawa |
| 8° 52′ S, 118° 0′ E / 8.867°S,118.000°E   | Oceà Índic                   | |
| 20° 28′ S, 118° 0′ E / 20.467°S,118.000°E | Austràlia                    | Austràlia Occidental |
| 35° 6′ S, 118° 0′ E / 35.100°S,118.000°E  | Oceà Índic                   | Les autoritats australianes consideren això com a part de l'oceà Antàrtic[3][4] |
| 60° 0′ S, 118° 0′ E / 60.000°S,118.000°E  | Oceà Antàrtic                | |
| 66° 59′ S, 118° 0′ E / 66.983°S,118.000°E | Antàrtida                    | Territori Antàrtic Australià, reclamat per Austràlia |